# William Broom
William Broom (26 tháng 2 năm 1895 – 5 tháng 1 năm 1971) là một cầu thủ bóng đá người Anh thi đấu ở vị trí tiền đạo tầm xa.